# Lhok Tanoh
Lhok Tanoh is een bestuurslaag in het regentschap Bireuen van de provincie Atjeh, Indonesië. Lhok Tanoh telt 125 inwoners (volkstelling 2010).